# Xoclán
Xoclán es una hacienda ubicada en la localidad de Mérida, municipio de Mérida, en Yucatán, México. Se encuentra al poniente de la ciudad de Mérida, capital del estado de Yucatán.

## Toponimia
El nombre (Xoclán) proviene del idioma maya.

## Datos históricos
- En 1910 cambia su nombre de Xoclam a San José Xoclán.
- En 1970 cambia su nombre a Xoclán.

## Demografía
Según el censo de 1970 realizado por el INEGI, la población de la localidad era de 95 habitantes. La población actualmente se encuentra conurbada a Mérida.
| 53                          | 81 | 55 | 90 | 43 | 71 | 93 | 95 |
| (Fuente: INEGI [Consultar]) |    |    |    |    |    |    |    |

## Galería

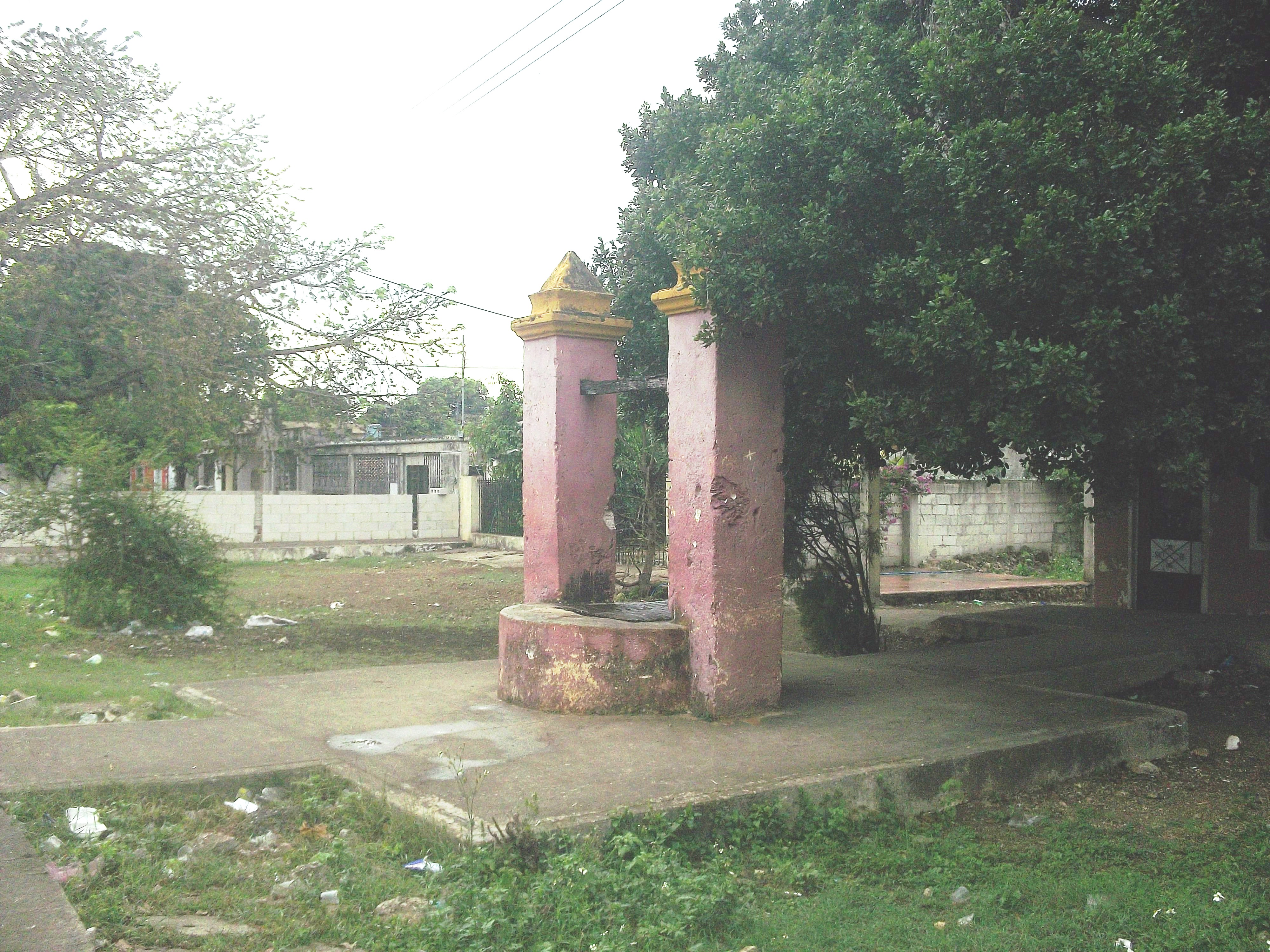
Pozo.
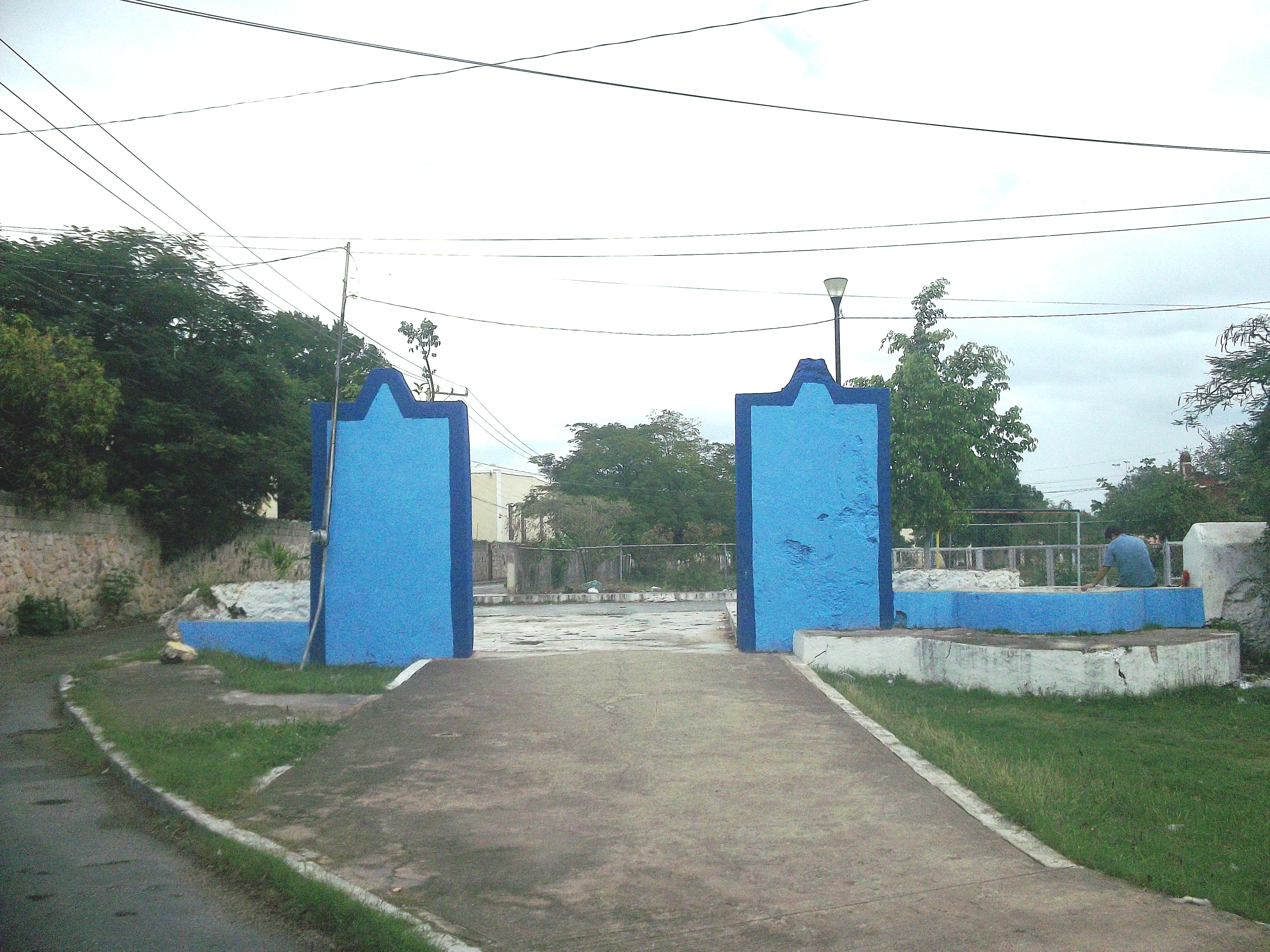
Entrada.
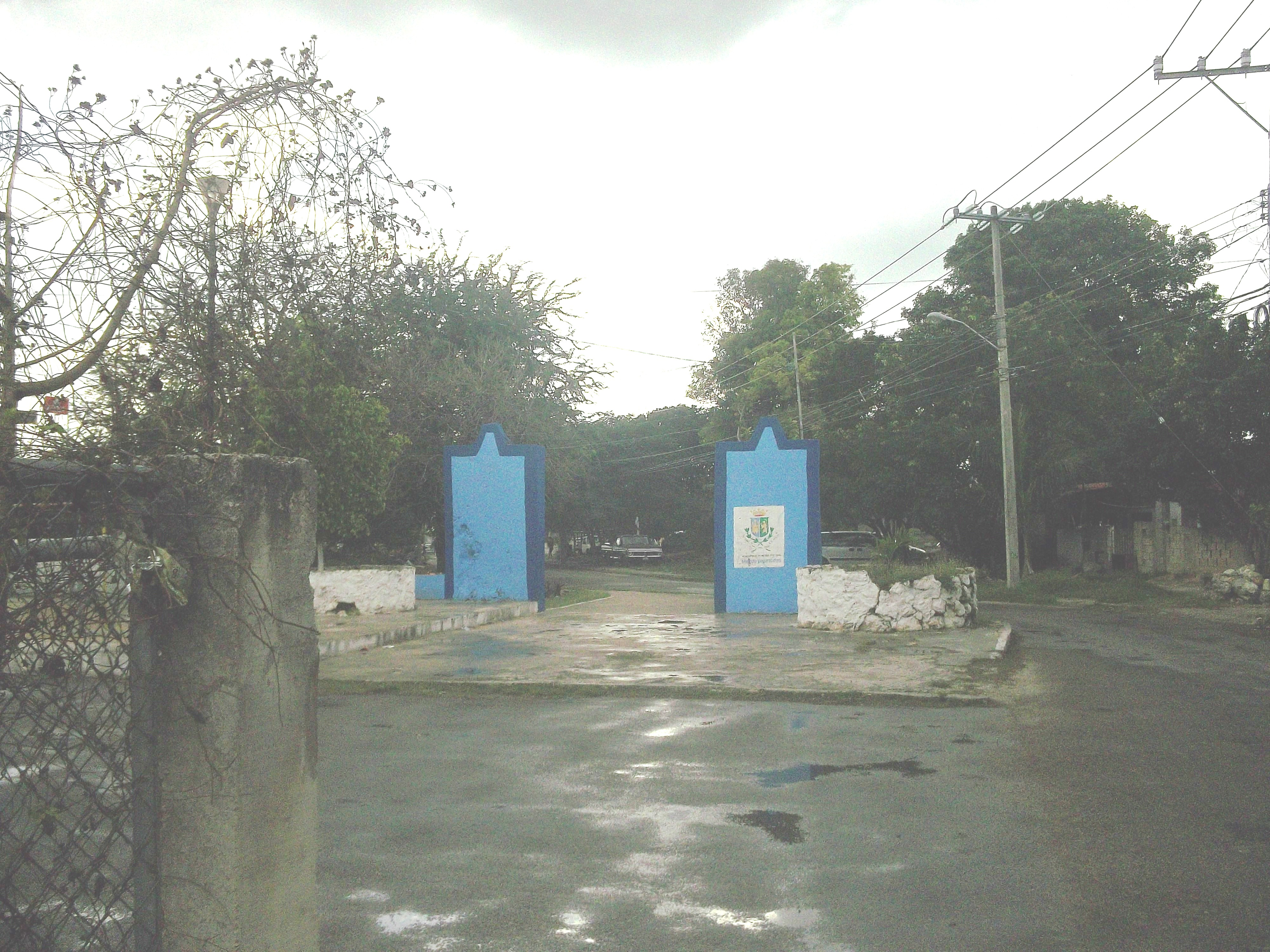
Entrada.
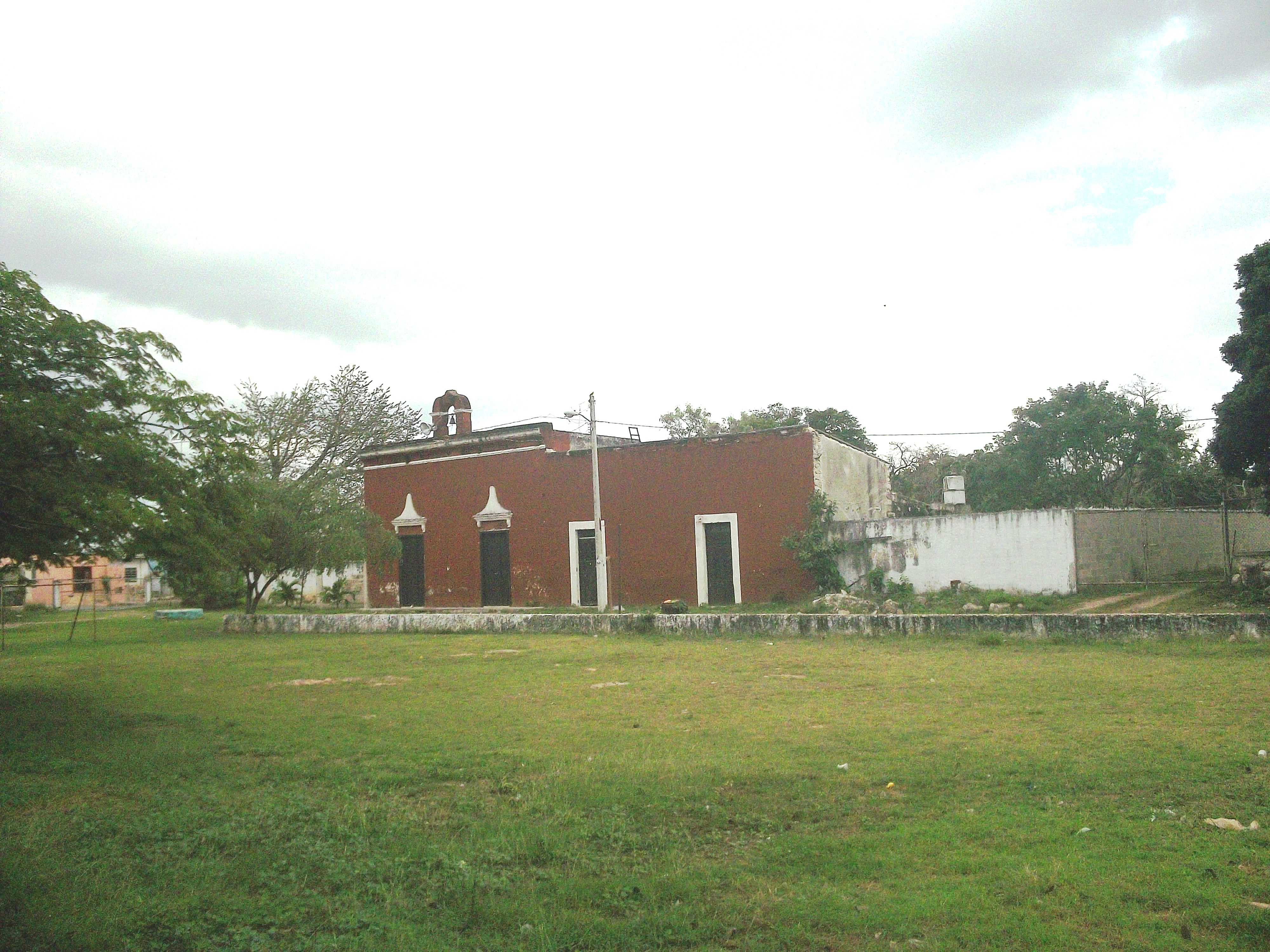
Vista de la hacienda.
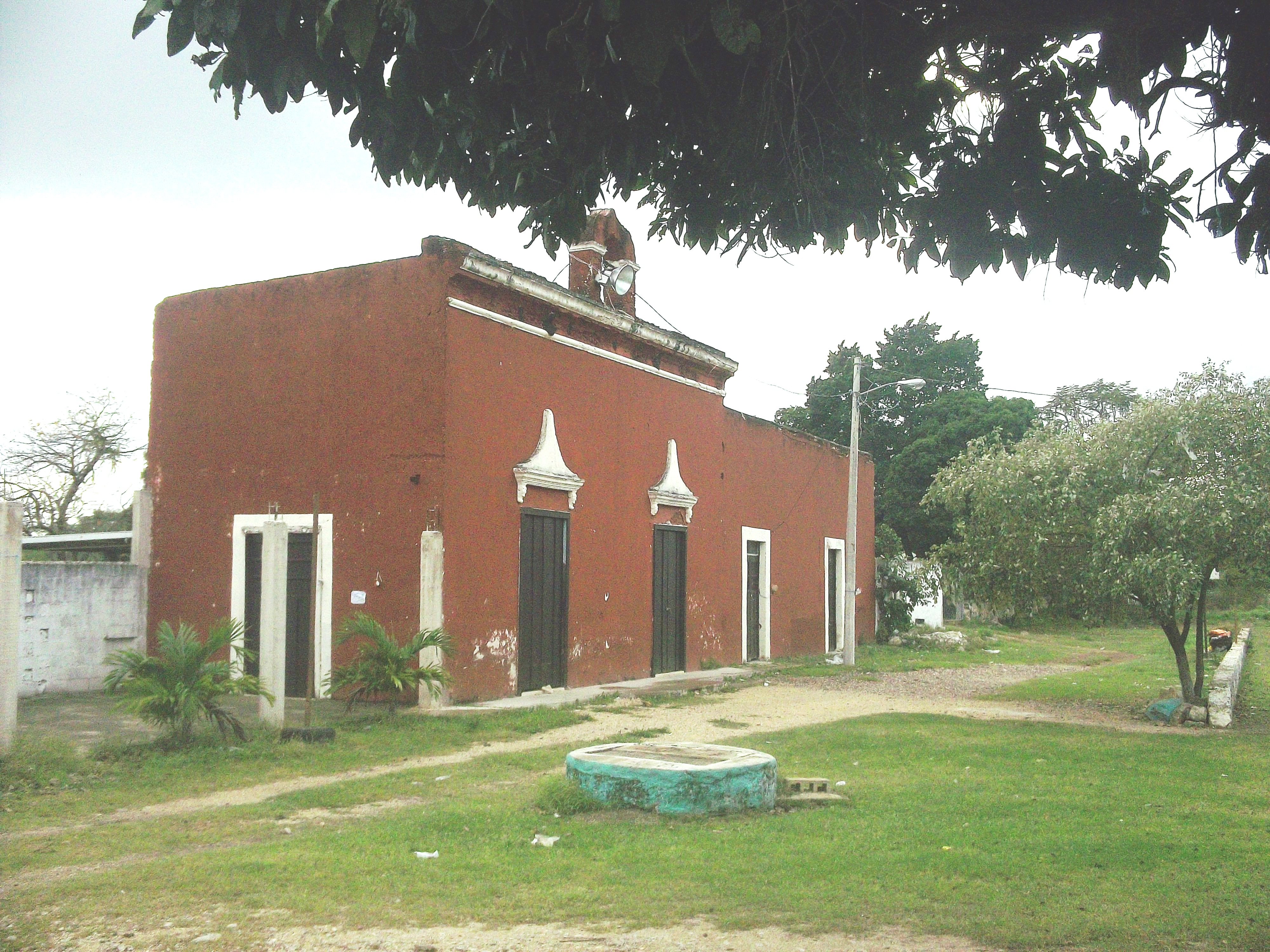
Vista de la hacienda.
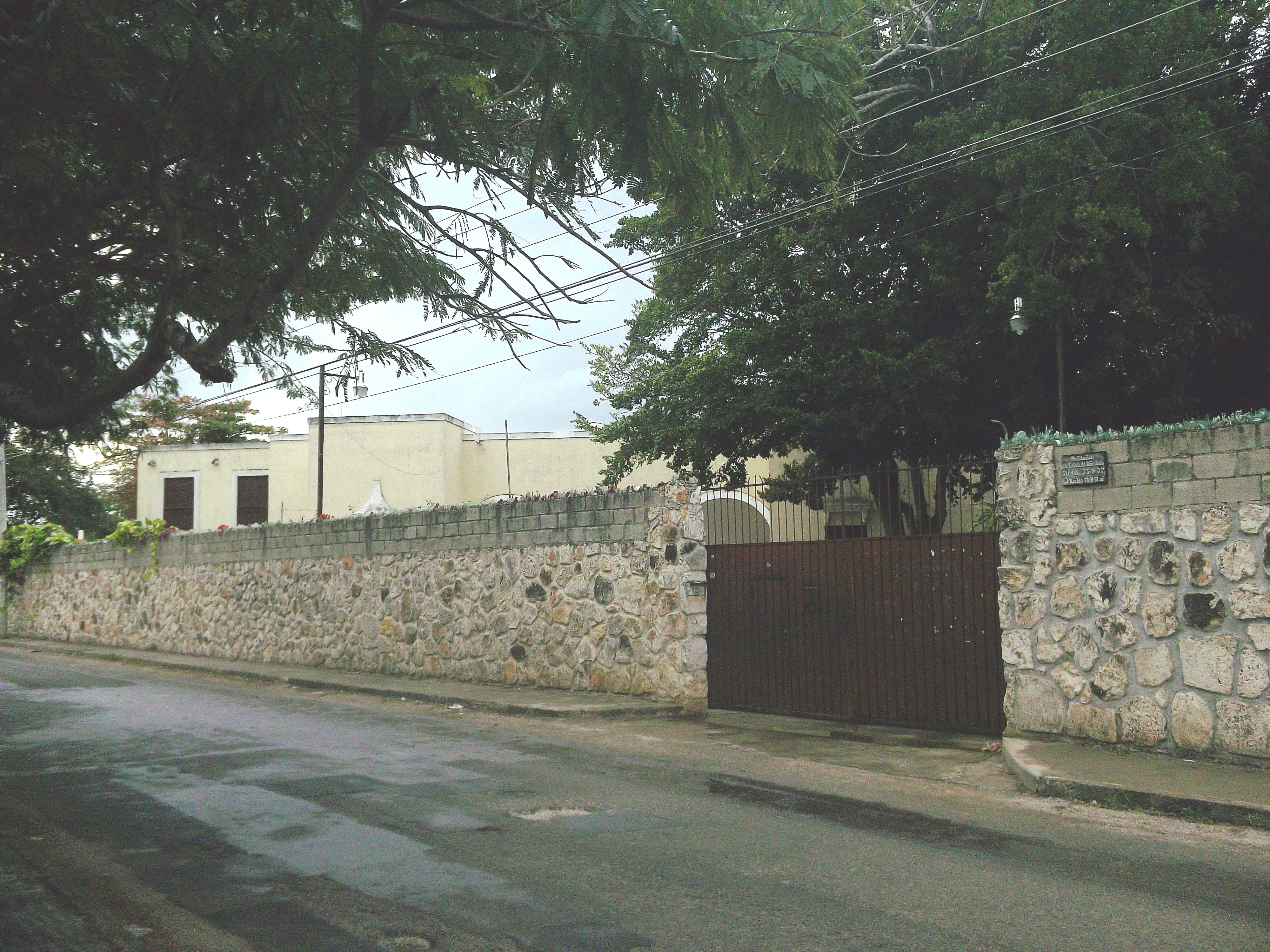
Vista de la hacienda.
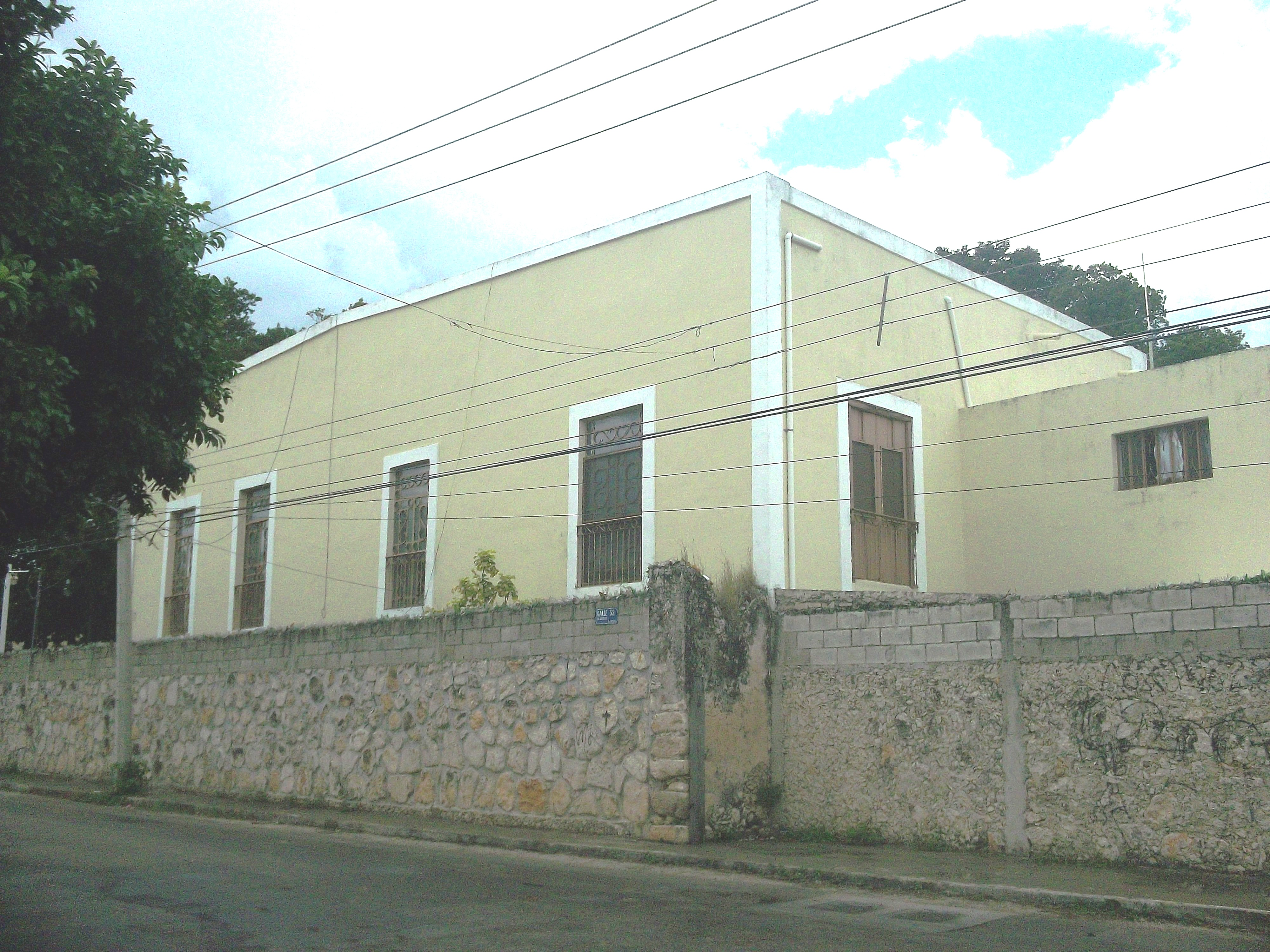
Vista de la hacienda.
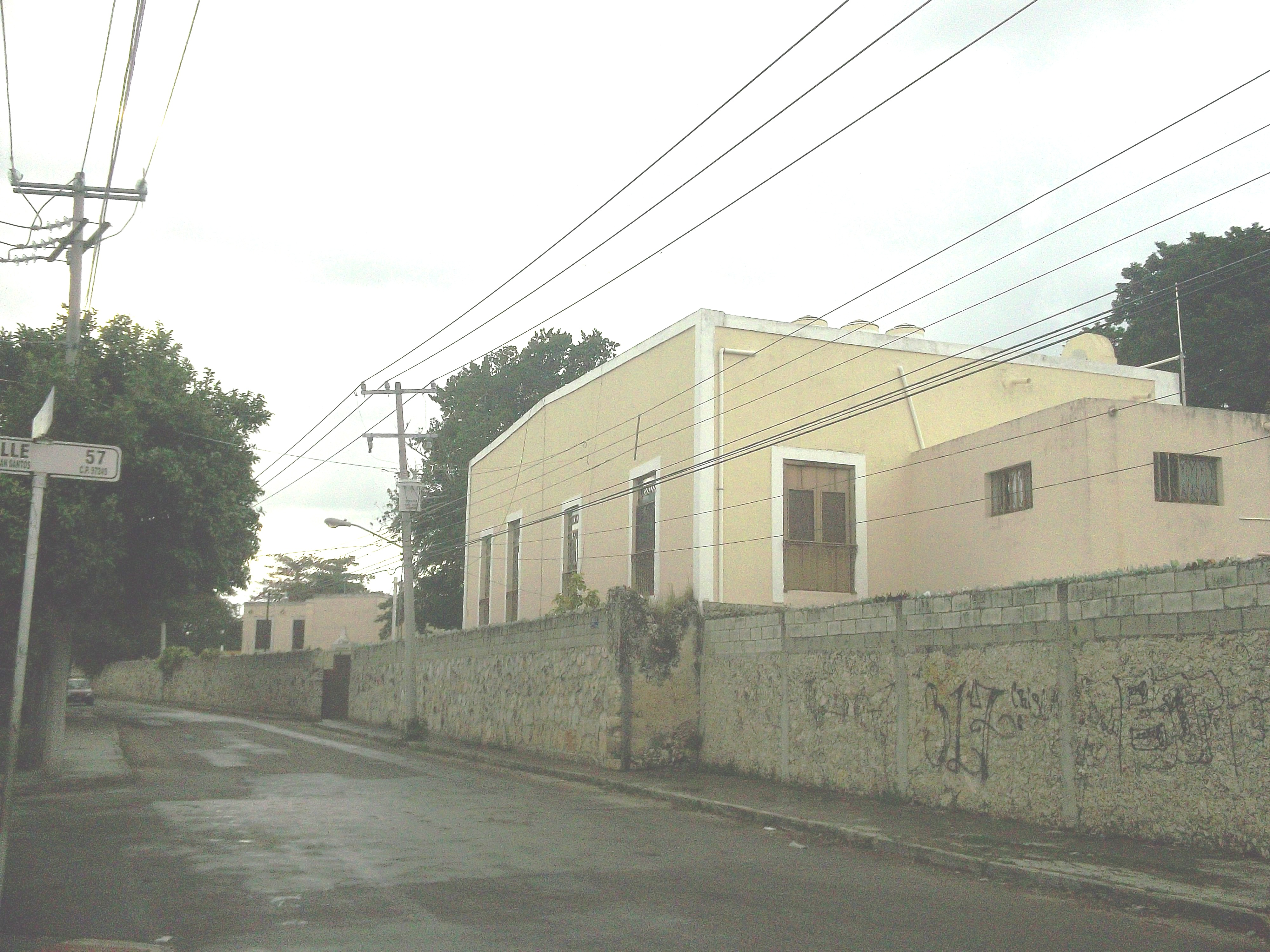
Vista de la hacienda.
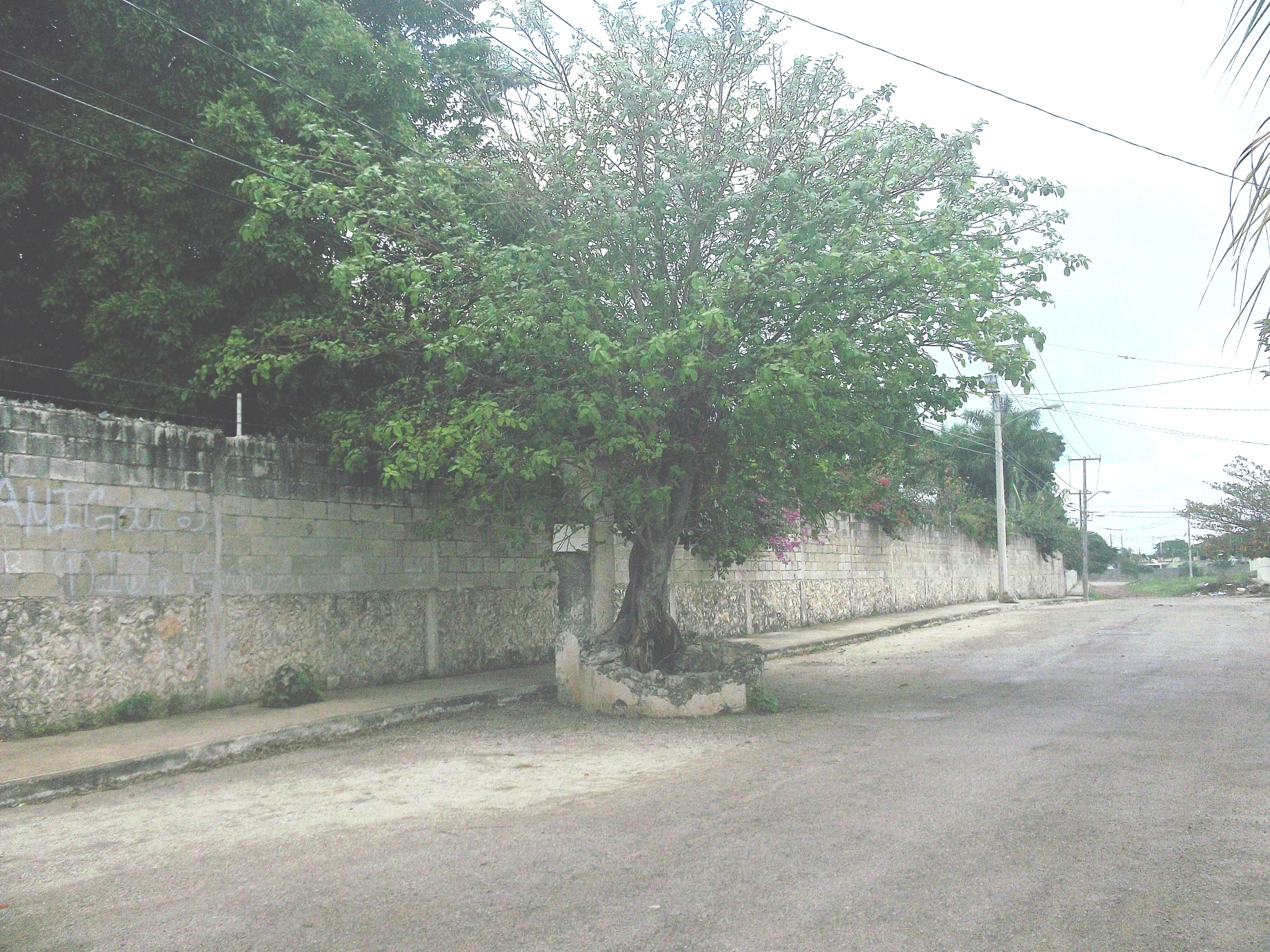
Pozo.